# (2106) Hugo
(2106) Hugo – planetoida z pasa głównego asteroid okrążająca Słońce w ciągu 4 lat i 163 dni w średniej odległości 2,7 au. Została odkryta 21 października 1936 roku w obserwatorium w Nicei przez Margueritte Laugier. Nazwa planetoidy została nadana na cześć Victora Hugo, francuskiego pisarza i poety. Przed nadaniem nazwy planetoida nosiła oznaczenie tymczasowe (2106) 1936 UF.